# Mamie (film)
Mamie est un court métrage d'animation franco-québécois par Janice Nadeau qui raconte l'histoire d'une jeune femme et sa grand-mere en Gaspésie. Le film a été lancé en ouverture du 19e Festival international du film pour enfants de Montréal le 27 février 2006.

## Fiche technique
- Réalisation et scénario : Janice Nadeau
- Conception sonore: Olivier Calvert
- Musique: Benoît Charest
- Narration : Isabelle Blais
- Production:  : Marc Bertrand (ONF) / Corinne Destombes (Folimage)

## Distinctions
- Prix Folimage au Marché international du film d'animation d'Annecy (MIFA).
- Court écrire ton court ! – Prix SODEC/SARTEC.
- Nommé d'un Prix Écrans canadiens pour meilleur court métrage d'animation à la 5e cérémonie des prix Écrans canadiens (en)[3]
- Nommé d'un Prix Iris pour meilleur court métrage d'animation à la 19e gala du cinéma québécois[4]
- Mention spéciale du jury, Tricky Women/Tricky Realities[5]